# 赵中玉
赵中玉（1931年5月—），男，汉族，辽宁沈阳人，中华人民共和国政治人物。曾任民革中央委员，民革辽宁省委副主委。第八届全国政协委员。